# Yousaf Raza Gillani
Yousaf Raza Gillani (el. Syed Makhdoom Yousaf Raza Gillani  – urdu:مخدوم سیّد یوسف رضا گیلانی) (født 9. juni 1952 i Karachi) er en pakistansk politiker. 
Yousaf Raza Gillani, der er næstformand i det islamiske socialist- og centrum-venstre-parti Pakistan Peoples Party (PPP), var formand for Nationalforsamlingen (det pakistanske parlaments folkevalgte underhus) 1993-97 og har fungeret som minister i perioderne 1985-86 og 1989-90.
Efter valget i marts 2008 blev Gillani valgt til Pakistans premierminister. Hans nominering blev støttet af partierne Pakistan Muslim League (N), Awami National Party, Jamiat Ulema-e-Islam (F) og Muttahida Qaumi Movement, hvorefter han blev taget i ed som premierminister den 25. marts 2008 af daværende præsident Pervez Musharraf. Gillani er den første folkevalgte premierminister fra det Saraiki-talende område (fra regionen omkring byen Multan).

## Eksterne links
- Profile: Yousuf Raza Gilani – fra BBC, 24. marts 2008